# Freycinetia spiralis
Freycinetia spiralis är en enhjärtbladig växtart som beskrevs av Ryozo Kanehira. Freycinetia spiralis ingår i släktet Freycinetia och familjen Pandanaceae. Inga underarter finns listade.